# LIXIL住生活ソリューション
株式会社LIXIL住生活ソリューション（リクシルじゅうせいかつソリューション、LIXIL Living Solution Corporation）は、株式会社LIXILの子会社で、グループの住宅・サービス事業領域における中間事業持株会社であるとともに、住生活関連企業向けのソリューション（人材サービス・経理アウトソーシング）を行う企業である。

## 概要
トステムマネジメントシステムズ株式会社として設立され、主に人材派遣、TFC（トステムフランチャイズチェーン）向け会計、給与システムのリース及び事務援助、各種住宅フランチャイズ向け会計システムリース及び導入支援、eラーニング配信、講師派遣、経理、給与計算、などのアウトソーシング受託業務を営んできた。
2015年6月、LIXILグループの住宅・サービス事業領域における中間事業持株会社としての機能も担うこととなり、現商号に変更された。
また、2017年11月には「LIXILオンラインショップ」の運営を引き継ぎ、個人向けの事業も行っていたが、2021年1月に親会社である株式会社LIXILへ譲渡した。

## 沿革
- 1989年8月 - トステムマネジメントシステムズ株式会社設立
- 1995年4月 - トステムフランチャイズチェーン店への会計サポート業務を開始
- 1997年8月 - トステムグループの販売店・代理店の業務支援及びシステム開発を開始
- 1998年11月 - 人材派遣業に参入
- 2004年7月 - eラーニング事業に参入（商品名：G百科）
- 2015年6月26日 - 中間事業持株会社となり、株式会社LIXIL住生活ソリューションに商号変更。同時に、親会社である株式会社LIXILグループ（現・株式会社LIXIL）から株式会社LIXIL住宅研究所、株式会社LIXILリアルティ、株式会社クラシスの3社の株式を、グループ会社である株式会社LIXILからジャパンホームシールド株式会社の株式を株式移行によりそれぞれ譲り受け、当社の子会社とした。
- 2016年3月 -  子会社の株式会社LIXIL住宅研究所が、同じく子会社の株式会社クラシスを吸収合併。
- 2017年11月1日 - グループ会社の株式会社LIXILトータルサービスより「LIXILオンラインショップ」の運営を引き継ぐ。
- 2020年12月1日 - 合併に伴い、親会社が株式会社LIXILとなる。
- 2021年
  - 1月1日 - 「LIXILオンラインショップ」の運営を会社分割（簡易吸収分割）により株式会社LIXILへ承継[2]。
  - 1月25日 - 本社を親会社の株式会社LIXILの本社がある東京都江東区の「LIXIL WINGビル」へ移転[3]。
  - 3月9日 - 子会社であったジャパンホームシールド株式会社の全株式をMCPパートナーズ株式会社（旧・みずほキャピタルパートナーズ株式会社）が業務受託するファンドへ全株式を譲渡[4][5]。

## 傘下企業
- 株式会社LIXIL住宅研究所（住宅FC事業） - 2011年4月1日に株式会社トステム住宅研究所から商号変更。
- 株式会社LIXILリアルティ（不動産事業・FC事業） - 2011年4月1日に住生活リアルティ株式会社から商号変更。
  - 株式会社LIXILイーアールエージャパン